# Victor Bang
Victor Skjellerup Bang född 30 juli 1999 i Danmark, är en dansk handbollsspelare som spelar för IFK Skövde i Handbollsligan. Han har tidigare spelat i GOG och kom till Skövde till säsongen 2021/22. 2023 skrev Victor på för ett treårskontrakt fram till 2026 med IFK Kristianstad.